# 真希夏生
真希 夏生（まき なつき、7月16日 - ）は、日本プロ麻雀協会に所属する女性プロ雀士。神奈川県出身。

## 人物
自身の主成分を酒と答えるほどの酒豪である。キャッチフレーズは「アンニュイ雀士」。
2013年に行われた麻雀リオ ダイヤモンドカップでは、黒沢咲、水城恵利といったタイトルフォルダーを退け、1位で予選を通過、勢いそのままに準優勝という成績を収めた。
2016年、第17期女流名人戦を制覇しタイトル獲得。

## 獲得タイトル
- 第17期女流名人戦
- 麻雀リオ ダイヤモンドカップ 準優勝